# Anja Bigrell
Anja Bigrell, född 15 oktober 1978, är en sångerska och låtskrivare från Stockholm.
Mellan 1998 och 2009 var hon en del av den feministiska hårdpopduon Montys Loco som utgav fyra album.
2013 kom hennes soloalbum Anja Bigrell. 2015 medverkade Bigrell på Oskar Schönnings album Vykort som bestod av Schönnings tonsättningar av Gunnar Ekelöfs dikter.
Anja Bigrell sjunger med barnrockgruppen Bröderna Lindgren.